# Fadag
Fadag is een historisch merk van motorfietsen.
De bedrijfsnaam was: Fahrzeugfabrik Düsseldorf AG, Düsseldorf.
Dit was een Duitse autofabriek die aanvankelijk (vanaf 1921) 118cc-clip-on motoren bouwde die boven het achterwiel van een fiets konden worden gemonteerd. Vanaf 1923 produceerde Fadag ook 500cc-eencilinders met eigen zij- en kopklepmotoren. In 1925 werd de productie weer beëindigd.